# هدف زیستی
هدف زیستی یا بیولوژیکی (به انگلیسی: Biological target) هر چیزی در یک موجود زنده است که موجودیت دیگری (مانند یک لیگاند درون‌زا یا یک دارو) به آن هدایت شده و/یا متصل می‌شود که منجر به تغییر در رفتار یا عملکرد آن می‌شود. نمونه‌هایی از کلاس‌های رایج اهداف زیستی پروتئین‌ها و نوکلئیک اسیدها هستند. این تعریف وابسته به زمینه است و می‌تواند به هدف زیستی یک ترکیب دارویی فعال، هدف گیرنده یک هورمون (مانند انسولین)، یا هدف دیگری از یک محرک خارجی اشاره کند. اهداف زیستی معمولاً پروتئین‌هایی مانند آنزیم‌ها، کانال‌های یونی و گیرنده‌ها هستند.